# Wallace (Dakota del Sud)
Wallace és una població dels Estats Units a l'estat de Dakota del Sud. Segons el cens del 2000 tenia 86 habitants.

## Demografia
Segons el cens del 2000, Wallace tenia 86 habitants, 37 habitatges, i 23 famílies. La densitat de població era de 255,4 habitants per km².
Dels 37 habitatges en un 35,1% hi vivien nens de menys de 18 anys, en un 54,1% hi vivien parelles casades, en un 5,4% dones solteres, i en un 37,8% no eren unitats familiars. En el 37,8% dels habitatges hi vivien persones soles el 27% de les quals corresponia a persones de 65 anys o més que vivien soles. El nombre mitjà de persones vivint en cada habitatge era de 2,32 i el nombre mitjà de persones que vivien en cada família era de 3,13.
Per edats la població es repartia de la següent manera: un 33,7% tenia menys de 18 anys, un 3,5% entre 18 i 24, un 27,9% entre 25 i 44, un 9,3% de 45 a 60 i un 25,6% 65 anys o més.
L'edat mediana era de 34 anys. Per cada 100 dones de 18 o més anys hi havia 83,9 homes.
La renda mediana per habitatge era de 27.708 $ i la renda mediana per família de 33.438 $. Els homes tenien una renda mediana de 33.750 $ mentre que les dones 24.063 $. La renda per capita de la població era de 14.677 $. Cap de les famílies i el 9,1% de la població estaven per davall del llindar de pobresa.

## Poblacions més properes
El següent diagrama mostra les poblacions més properes.

## Personatges famosos nascuts a Wallace
El vicepresident Hubert Humphrey, va néixer en aquest indret.